# Jaberg (Hilden)
Der Jaberg, auch Joberg genannt, ist ein 109,6 m ü. NHN hoher Berg im Stadtgebiet von Hilden, Kreis Mettmann in Nordrhein-Westfalen. Er ist die höchste Erhebung des ehemaligen Landkreises Düsseldorf-Mettmann. Auf seinem Gipfel steht der Aussichtsturm Jaberg-Turm.

## Geographische Lage
Der Jaberg liegt in der Hildener Heide, einem Heidegebiet am Südrand des Hildener Stadtwalds zwischen Hilden im Westen und seiner Nachbarstadt Haan im Osten. Der Berg gehört zum Naturraum Bergische Heideterrasse am nordwestlichen Rand des Bergischen Landes. Etwa 500 Meter östlich liegt der nur wenig niedrigere 106,2 m ü. NHN hohe Sandberg.

## Geschichte
Die Geschichten um den Jaberg gehen zurück bis in die Steinzeit.
Die Hildener Sagen erzählen von Hexen des Bergischen Landes, die auf Besenstielen und Mistgabeln zum Plateau des Jabergs geflogen sind, besonders um die Zeit der Walpurgisnacht (30. April) und zur Johannisnacht (24. Juni), aber auch zwischen Weihnachten und den Heiligen Drei Königen. Auch der Teufel soll als kohlenschwarzer Ziegenbock dort gewesen sein. Im 18. Jahrhundert soll dort eine Frau als Hexe verbrannt worden sein.

## Jaberg-Turm
Auf dem Plateau steht der 1931 durch das Baugeschäft Franz Staat errichtete Jaberg-Turm, ein 13,2 m hoher Aussichtsturm, der später mit Funkmasten ausgerüstet wurde. Bis Ende 2017 stand der Turm am Wochenende offen, seit 2018 ist er grundsätzlich verschlossen. Ein Schlüssel kann jedoch im Rathaus entliehen werden.

## Galerie

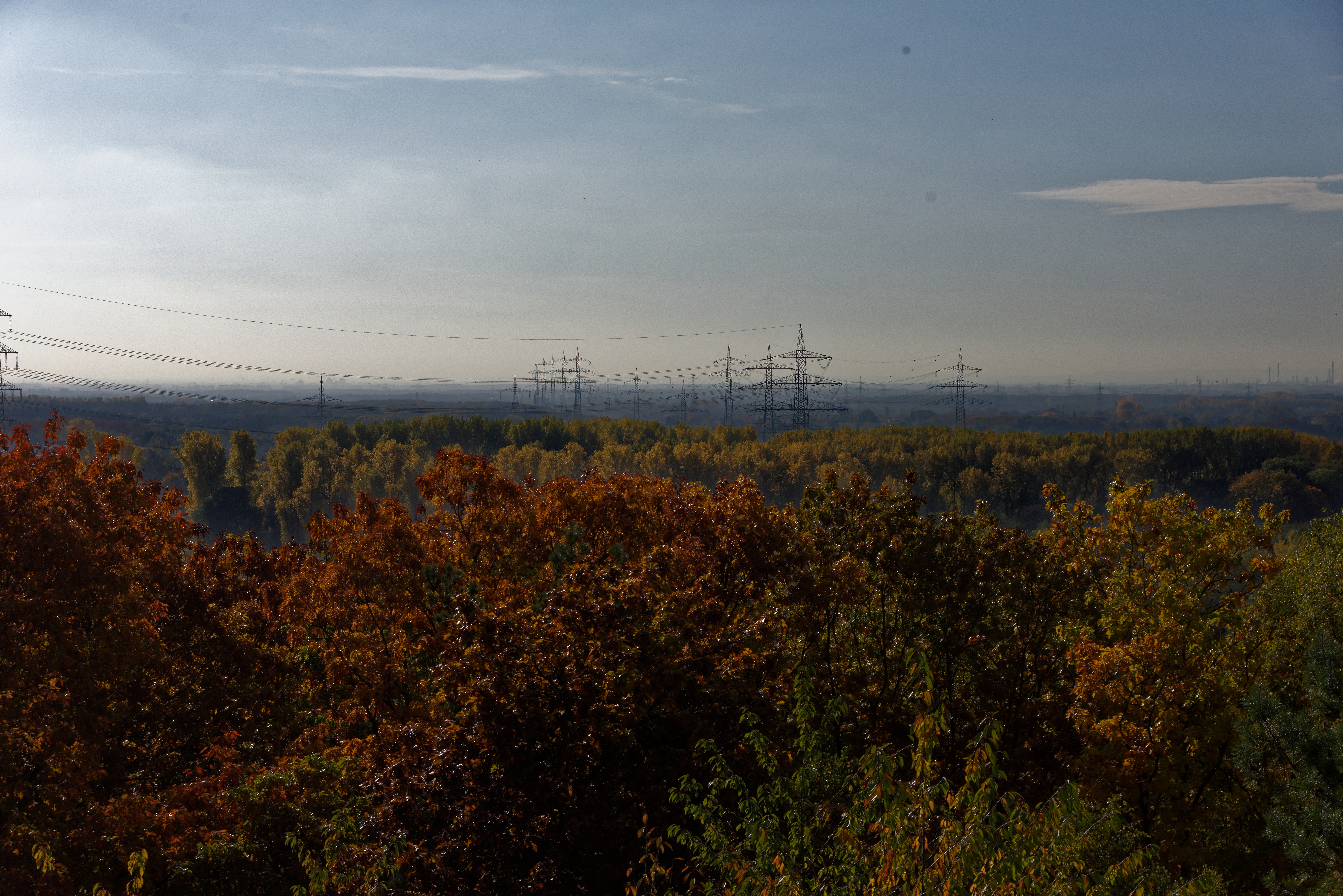
Aussicht vom Jaberg-Turm Richtung Haan
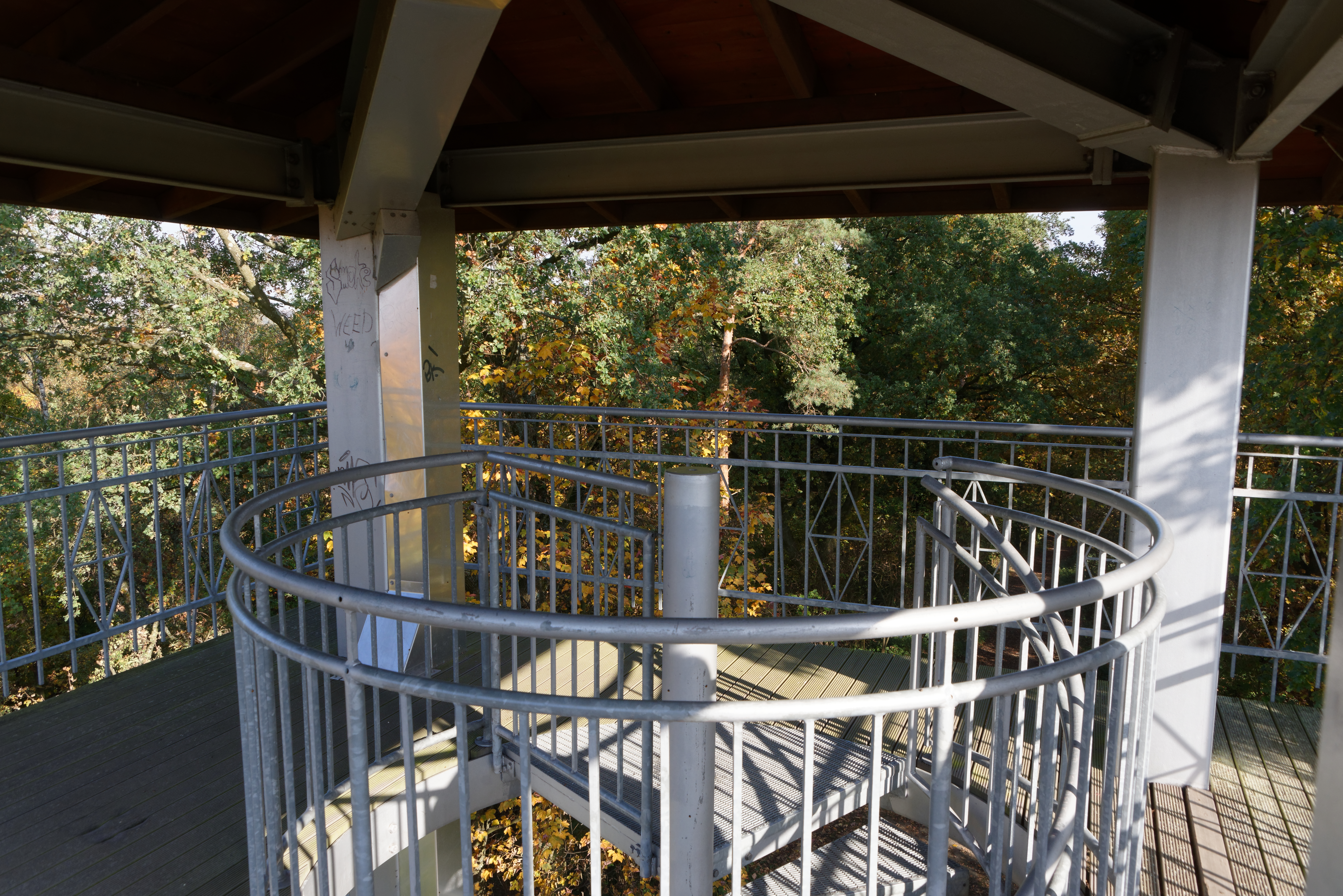
Aussichtsplattform
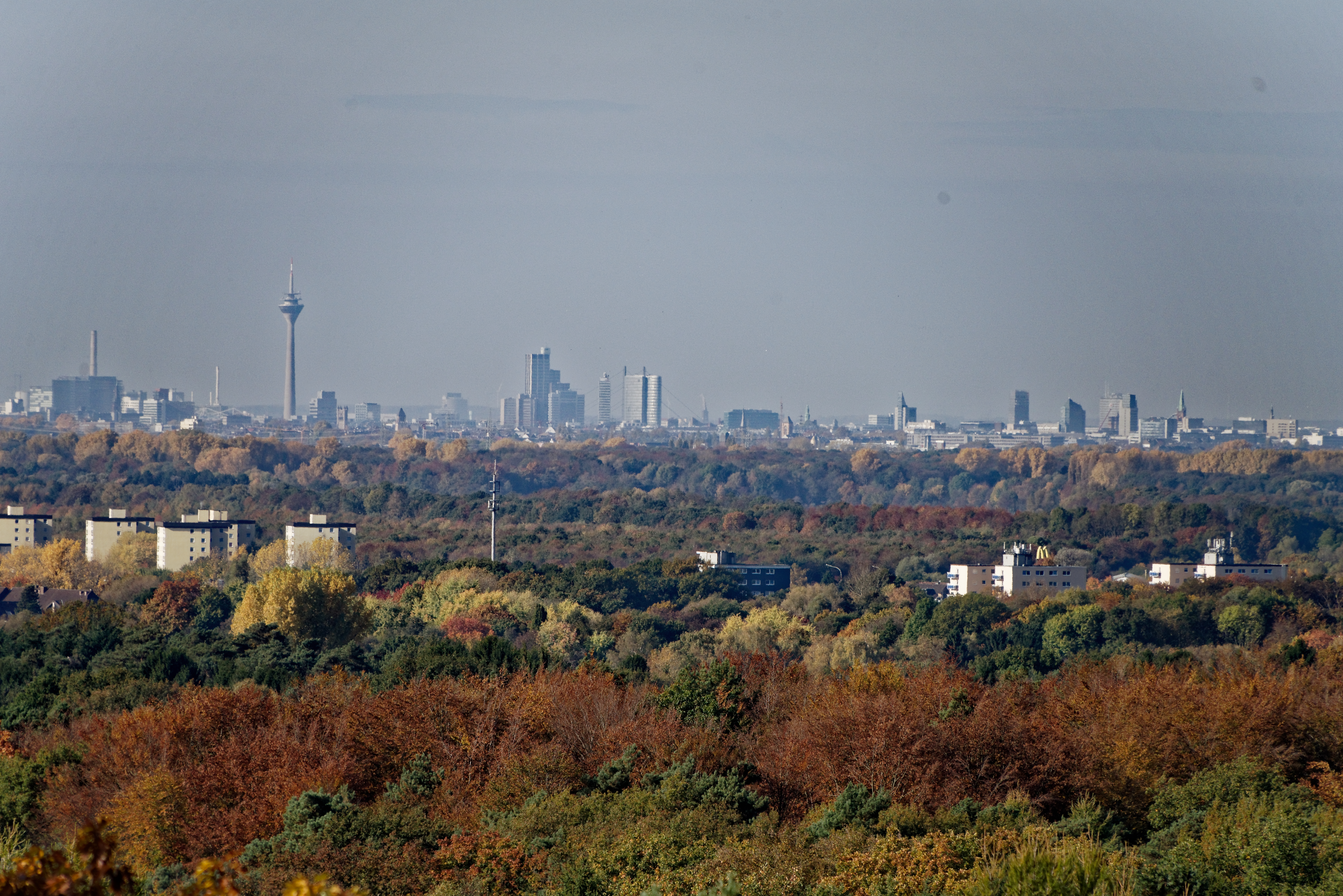
Aussicht vom Jaberg-Turm Richtung Düsseldorf
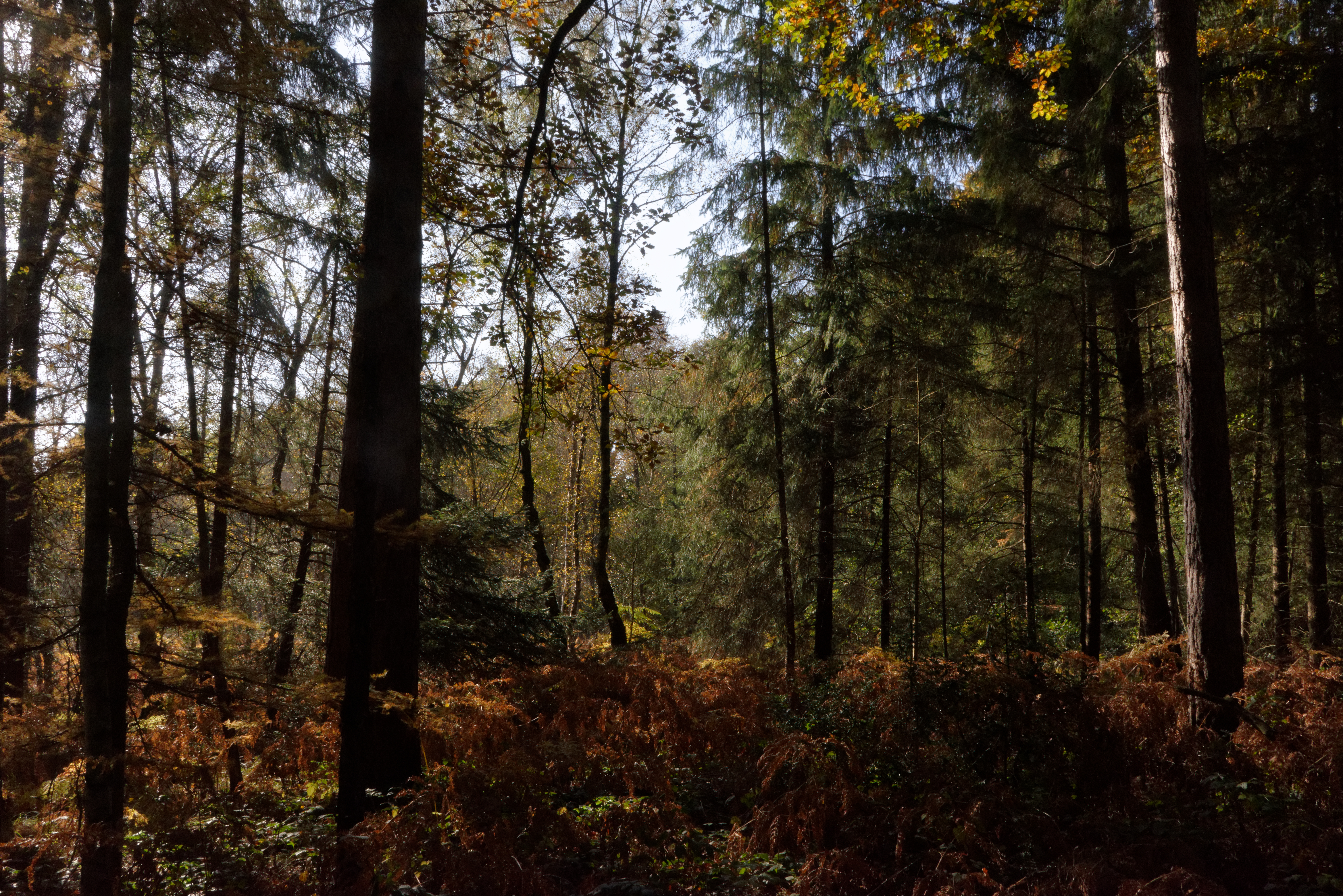
Umgebung Jaberg (Hilden)